# Mar (religión)
Mar o mor (del siríaco clásico: ܡܪܝ mār(y)) es una palabra aramea que significa «mi señor». Las formas femeninas correspondientes en siríaco son mart y mort, que significan «mi señora». Estos títulos se utilizan en el judaísmo y el cristianismo siríaco.

## Usos

### Cristianismo
Es un título de reverencia en el cristianismo siríaco, donde el título se coloca antes del nombre cristiano de los santos, como en mar Aprem / mor Afrem para san Efrén de Siria, y mart / mort Maryam para santa María. Se da a todos los santos y también se usa en lugar de «muy reverendo», justo antes del nombre que en religión toman los obispos. El título de moran mor o maran mar se da a los catolicós y a otros primados; y el título mar o mor se da a prelados como metropolitanos o arzobispos.
La variante maran o moran (en siríaco: کیکیکی māran), que significa «nuestro señor», es un título particular dado a Jesús, ya sea solo o en combinación con otros nombres y títulos. Del mismo modo, mart o mort (en siríaco: کیکیی mārtan, «nuestra señora») es un título de la Virgen María, madre de Jesús, y de otras santas. Ocasionalmente, el término maran o moran ha sido utilizado por varios patriarcas cristianos orientales y católicos, quienes comenzaron a usarlo en los siglos recientes. El patriarca de la Iglesia ortodoxa siríaca, los títulos del Iglesia ortodoxa siríaca jacobita se llaman moran mor, mientras que el patriarca de la Iglesia ortodoxa de Malankara usa el título moran mor. A veces, los portadores indios de este título son llamados moran mar, utilizando un estilo híbrido de ambos dialectos siríacos que refleja de alguna manera la historia de los cristianos sirio-malabares. Los cristianos de santo Tomás de la India se refieren al papa como marpāpa (‘santo padre’).
La variante marya o moryo (en siríaco: کیکیکی māryā) es la forma original, pero solo se utiliza en referencia a Dios en el círculo del cristianismo siríaco. Esta voz se usa en la Peshitta del Antiguo Testamento para traducir el Tetragrámaton. Aunque mar/mor es claramente una forma derivada de la anterior marya/moryo, y en última instancia tiene raíces en el semítico común, hay una derivación fantasiosa encontrada en el léxico siríaco temprano, de que la palabra es un acrónimo.

### Judaísmo
En el hebreo misnaico hasta la fecha, esta palabra aramea se pronuncia [mar], y se utiliza como una forma formal de dirigirse o referirse a una persona de sexo masculino. En el Talmud, a Tabiomi se le llama a veces mar, y a Samuel de Nehardea, como mar Samuel. Mar era también el título honorífico de los exilarcas talmúdicos, y según Sherira Gaon, formaba parte de nombres como «Amemar». En el período de los gueonims, mar podía utilizarse para cualquier persona notable y los gueonims eran generalmente conocidos por el doble título «mar-rav». Los términos derivados marana (‘nuestro amo’) y maranan (‘nuestros amos’), especialmente cuando se combinan con rabino para marana verabbana y maranan verabbanan, se hicieron populares en el período de los risonims y siguen siéndolo hoy.
En el hebreo moderno del Israel contemporáneo, mar se usa sin distinción para cualquier persona de sexo masculino, por analogía con señor en español. De manera similar, el femenino marat, que adquirió este uso siglos antes, era originalmente paralelo al masculino reb. En los círculos judaicos ortodoxos, especialmente entre los judíos de Oriente Medio, la forma variante maran  se utiliza para rabinos muy apreciados, como Ovadia Yosef, el líder espiritual del partido Shas.